# Vampire: The Masquerade – Coteries of New York
Vampire: The Masquerade – Coteries of New York é um romance visual desenvolvido e publicado pela Draw Distance. É baseado no RPG de mesa Vampire: The Masquerade e parte da série World of Darkness. Foi lançado em 2019 para Microsoft Windows e em 2020 para Linux, MacOS, Nintendo Switch, PlayStation 4 e Xbox One. A expansão autônoma Shadows of New York foi lançada em 2020.
O jogador assume o papel de um dos três vampiros novatos de diferentes clãs de vampiros com diferentes habilidades vampíricas e interage com os membros de seus círculos. A história retrata a luta entre duas facções vampíricas e diverge com base nas escolhas do jogador.
O jogo foi projetado por Krzysztof Zięba, que também foi um dos escritores, e usou o livro de referência do jogo de mesa New York by Night como principal inspiração e referência para os personagens e cenário, ao mesmo tempo em que teve influência do uso de dilemas morais no jogo semelhantes aos jogo eletrônicos desenvolvidos pela Telltale Games. Ao adaptar o jogo de mesa, os desenvolvedores optaram por não incorporar muitas de suas mecânicas de jogo e focaram no que consideravam essencial para a narrativa.

## Jogabilidade

O jogador interage com os personagens e faz escolhas de diálogo por meio de uma jogabilidade baseada em texto, fazendo com que a história se ramifique.

Vampire: The Masquerade - Coteries of New York é um romance visual para um jogador com jogabilidade baseada principalmente em texto e envolve o jogador fazendo escolhas de diálogo e história. Como um vampiro, o personagem do jogador precisa equilibrar sua sede de sangue com sua humanidade, ao mesmo tempo em que garante que não se revele como vampiro, quebrando a Máscara. Com base nas escolhas que o jogador faz, a narrativa se ramifica. Além da missão principal do jogo, o jogador tem acesso a missões secundárias e missões de lealdade; o último envolve a criação de laços com os personagens de seu grupo ("coterie").
O personagem do jogador pode pertencer a um dos três clãs de vampiros, o que afeta a ética e o diálogo de seu personagem, e como os membros do círculo do jogador reagem a eles. A escolha do clã também determina quais habilidades vampíricas ("disciplinas") o jogador pode controlar: um personagem Brujah que pode usar Rapidez (velocidade aumentada) e Potência (força aumentada); um Toreador que também pode usar Rapidez e Auspícios (sentidos sobrenaturais); e um Ventrue pode usar Fortitude (resiliência aumentada) e Dominação (controle da mente); e todos os três podem usar Presença (atrair ou assustar humanos). Essas habilidades podem ser usadas para resolver problemas, assim como em situações de combate e ao interagir com os personagens.

## Sinopse

### Ambientação
Coteries of New York se passa na cidade de Nova York, no Mundo das Trevas. A história se concentra nas lutas entre duas facções de vampiros – a Camarilla tradicionalista e os rebeldes Anarquistas – e permite que o jogador assuma o papel de um dos três vampiros novatos pertencentes aos clãs da Camarilla: um homem apaixonado do clã Brujah, um homem artístico do clã Toreador e uma empresária controladora do clã Ventrue.

### Enredo
O personagem escolhido pelo jogador é "abraçado" e transformado em um vampiro novato por um estranho misterioso. Ele é capturado pelo xerife Qadir al-Asmai e levado ao tribunal do príncipe Helene Panhard. Panhard sentencia o calouro à morte de acordo com as tradições dos vampiros, mas Sophie Langley, uma patrona do tribunal, intervém e se oferece para levá-lo sob sua proteção. Langley fornece alojamento para o calouro, ensina-o a caçar, assim como outros conhecimentos relacionados a vampiros, e o apresenta a membros proeminentes da corte, incluindo Thomas Arturo e Robert Larson. O restante da trama, e amizades e rivalidades se desenrolam nas escolhas do jogador em meio a briga entre duas facções de vampiros.

## Desenvolvimento

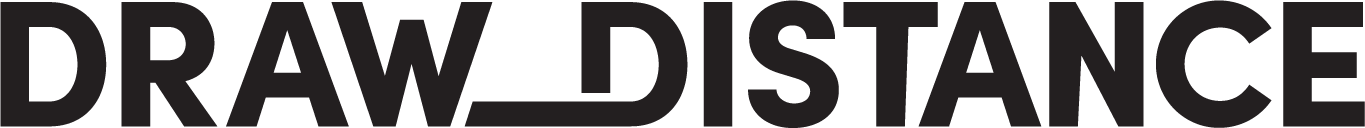
O jogo foi desenvolvido e publicado pela Draw Distance.

Coteries of New York foi desenvolvido e publicado pelo estúdio polonês Draw Distance, e foi projetado por Krzysztof Zięba, que também foi um dos escritores do jogo. O jogo foi baseado na quinta edição do RPG de mesa Vampire: The Masquerade, e foi produzido em cooperação com a Modiphius Entertainment, a desenvolvedora na época do jogo de mesa, para garantir que aderisse a fidelidade e ao cânone de Vampiro: A Máscara; a história de Coteries of New York foi, por sua vez, incorporada ao estilo da série. No entanto, também foi projetado tendo em mente jogadores que são novos na série, e foi escrito para funcionar como uma introdução à série e cenário, com foco na introdução de conceitos básicos e diferentes clãs de vampiros. Negociar o contrato de licenciamento de Vampire: The Masquerade, e a estrutura e conteúdo do jogo, foi um longo processo, começando na conferência Nordic Game em 2018.
Os desenvolvedores usaram o livro de referência New York by Night como principal fonte de inspiração e referência para o elenco e o cenário. Como New York by Night foi publicado em 2001 para a edição revisada do jogo de mesa, foi considerado um ponto de partida, com personagens originários dele sendo desenvolvidos para dar conta da passagem do tempo no cenário desde a publicação do livro, certos conflitos e eventos sendo resolvidos ou progredindo, e novos personagens sendo adicionados. Nos raros casos em que o livro de referência indica como um determinado personagem fala, isso foi levado em consideração na redação do roteiro. Além de New York by Night, os desenvolvedores usaram informações de Camarilla e Anarch, os livros-fonte disponíveis para a quinta edição do jogo de mesa na época.  Outra grande influência no jogo foram os trabalhos do estúdio de jogos eletrônico Telltale Games, e seu uso de dilemas morais. No início do desenvolvimento, os livro-jogos Choose Your Own Adventure também foram uma influência.
Ao adaptar o jogo de mesa para um formato de jogo baseado em narrativa, os desenvolvedores se concentraram no que consideravam o que o jogo de mesa valoriza - histórias pessoais e personagens e suas motivações conflitantes - em vez da mecânica de jogo. Ao fazer isso, eles removeram a mecânica do jogo de mesa, como subir de nível e estatísticas de armas, que não eram cruciais para contar a história, resultando no que eles descreveram como essencialmente um RPG sem as coisas comumente associadas ao RPG em jogos eletrônicos. Embora Coteries of New York não tenha sido inicialmente projetado como um jogo semelhante a um romance visual, acabou caminhando para isso como o melhor formato para um jogo baseado em diálogos, devido ao tempo de desenvolvimento disponível.

## Lançamento

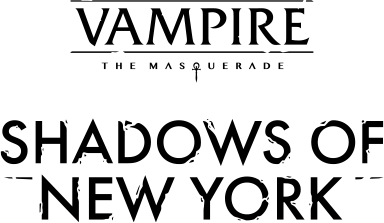
A expansão autônoma Shadows of New York foi lançada em 2020.

O jogo foi anunciado em junho de 2019 com um teaser trailer, e foi lançado em 11 de dezembro de 2019 para Microsoft Windows, após um atraso de uma semana para permitir a correção de bugs. Os ports seguiram para Linux e MacOS em 23 de janeiro de 2020, Nintendo Switch em 24 de março de 2020, PlayStation 4 em 25 de março, e Xbox One em 15 de abril de 2020. As versões do console foram lançadas com arte adicional de personagem e ambiente e design de áudio aprimorado, que foi adicionado à versão do Windows por meio de uma atualização. Um livro de arte e um álbum da trilha sonora foram lançados digitalmente em 24 de março de 2020. Uma localização japonesa do jogo foi lançada em 12 de novembro de 2020 para Microsoft Windows, PlayStation 4 e Nintendo Switch pela DMM Games. A localizão para o idioma português brasileiro foi lançada em 18 de dezembro de 2020.
Uma expansão autônoma com uma história independente, Vampire: The Masquerade – Shadows of New York, foi lançada em 10 de setembro de 2020, e faz o jogador assumir o papel de um vampiro do clã Lasombra enquanto investiga a morte do líder do movimento anarquista local. Uma "edição de colecionador" física que inclui Coteries of New York, Shadows of New York, um livro de arte e uma trilha sonora de vinil foi planejada para lançamento no primeiro/segundo trimestre de 2021 para Nintendo Switch, PC e PlayStation 4.

## Recepção
O jogo teve uma resposta "mista ou média" da crítica especializada de acordo com o agregador de resenhas Metacritic, mas ganhou em 2020 o Central & Eastern European Game Awards de melhor narrativa e foi apresentado pela Dengeki Online em sua série sobre jogos recomendados para download.
A versão para PC estava entre os novos lançamentos mais vendidos do mês no Steam, e recuperou os custos de desenvolvimento e marketing em uma semana; por outro lado, o lançamento do PlayStation 4 japonês não apareceu no top 30 semanal de vendas físicas de jogos eletrônicos da Famitsu durante sua semana de estreia, indicando que vendeu menos de 2.900 cópias no varejo durante o período.